# 法華口站
法華口站（日语：／ Hokkeguchi eki */?）是位於兵庫縣加西市東笠原町沖，屬於北條鐵道的北條線車站。志願站長毎月2次舉行繪畫信教室。

## 概要
站名取自「法華山一乘寺之入口」，距離一乘寺西邊5公里。

## 歷史
在1887年（明治20年代）京姫鐵道株式會社計劃建設鐵路線連接園部站經篠山、法華口站前往姬路站，但是1903年（明治31年）京姬鐵道株式會社解散，因此沒有實現計劃。
- 1915年（大正4年）3月3日 - 播州鐵道 粟生站 - 北條站之間開通，此站啟用[1][3]。當時為旅客和貨運車站。
  - 當時車站位於兵庫縣加西郡下里村（日语：下里村）東笠原。
- 1923年（大正12年）12月21日 - 成為播丹鐵道車站[3]。
- 1943年（昭和18年）6月1日 - 播丹鐵道被國有化，成為鐵道省（後來為國鐵）車站[3]。
- 1955年（昭和30年）1月15日 - 隨著北條町（日语：北条町 (兵庫県)）（第二次）成立，車站地址變為兵庫縣加西郡北條町東笠原。
- 1962年（昭和37年）3月1日 - 終止貨物起卸業務[3]。
- 1967年（昭和42年）4月1日 - 隨著加西市成立，地址變成現址。
- 1985年（昭和60年）4月1日 - 北條線由北條鐵道接管[3]。
- 2012年（平成24年）
  - 1月14日 - 翻新廁所。同時加設閉路電視，停泊單車場也翻新屋頂[4]。
  - 11月3日 - 車站大樓內的車站大樓麵包工房～Mon favori～開店[5][6][7][8]。
- 2013年（平成25年）12月22日 - 建立三重塔[9]。
- 2014年（平成26年）4月 - 月台登錄為登錄有形文化財[10]。
- 2020年（令和2年）
  - 6月 - 再次設置列車交會之工程完成[11]。
  - 6月28日 - 新月台開始使用[12]。
  - 7月5日 - 鶉野飛行場（日语：鶉野飛行場）舉行紫電改複製品公開日，此站開設免費穿梭巴士服務[13]。
  - 8月3日 - 開始安排鐵路訓練車輛進行列車交會[14]。

## 車站構造
車站是一座地面車站，設有2面2線的相對式月台。此站是北條線中唯一設有列車交會設備的車站。列車會進入右邊月台。兩月台靠近粟生一方設有站內平交道。車站大樓位於1號月台側。
在2019年前，此站只有1面1線單式月台。車站西邊設有木製車站大樓。在車站大樓內無人化後，候車室變成為了單車停泊場。車站大樓在1915年啟用時已經存在。車站大樓、月台和廁所在2013年11月申請成為登錄有形文化財（同時播磨下里站和長站也同時申請）。
此站設有國鐵時代的古老站名牌。
在國鐵時代末期，此站是北條線中途站中唯一的有人車站（業務委託車站），現時為無人車站。
從前此站設有和式旱廁。2012年1月，在當地志願者捐款下，建設了西式濕廁。
在2012年11月，車站大樓麵包工房～Mon favori～開業。店長義務兼務站長，在2017年10月義務站長退任。在義務站長退任後，北條鐵道乘車人次減少，成為了2017年度北條鐵道營業收益減少原因之一。車站西邊新設單車停泊場。車站南邊預定新設停車場。

### 月台
| 月台 | 路線   | 方向       |
| ---- | ------ | ---------- |
| 1    | 北條線 | 粟生方向   |
| 2    | 北條線 | 北條町方向 |

### 列車交會設備
在國鐵時代，此站的列車交會設備一度廢止，長久以來此站設有相對式月台遺蹟。在2018年2月，神戶新聞報導加西市計劃把交會設備重用。於2018年3月制定「加西市地域公共交通網形成計劃」，實施日期為「2018年度～2019年度」，計劃名稱為「法華口站鐵道交差設施整備事業」。在2019年8月2日，國土交通省批出許可，引入全國首個新保安系統「票券指令閉塞式」。
工程預定在2020年3月尾完成，同年1月近畿運輸局指示月台需要可容納2卡編成，因此月台需要延長。在北條鐵道檢討結果後，進行了月台延伸工程。交會設備在6月完成，同月28日增設新的上下行線月台共同時開始使用，舊月台停止使用。

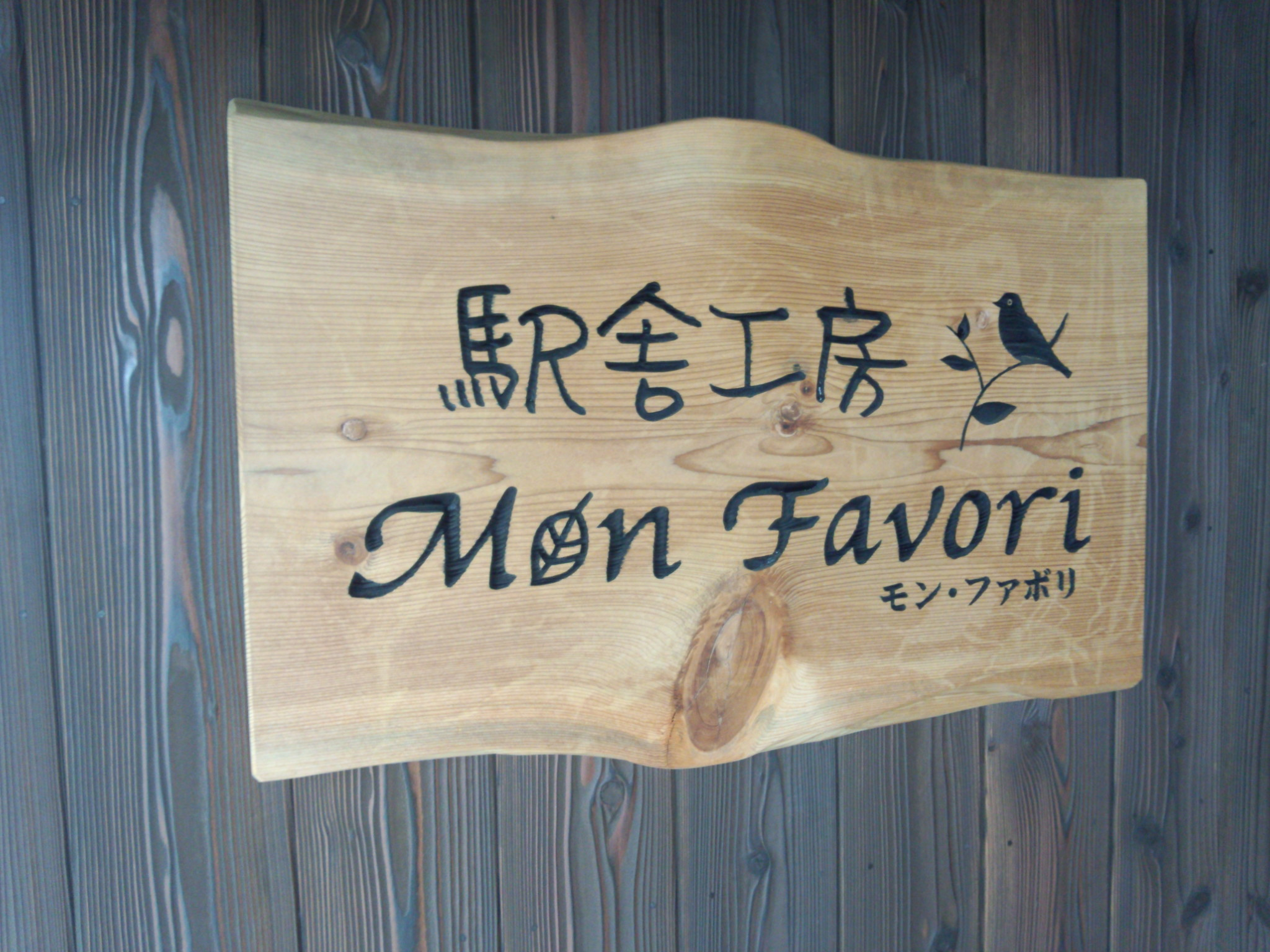
車站大樓麵包工房～Mon favori～招牌
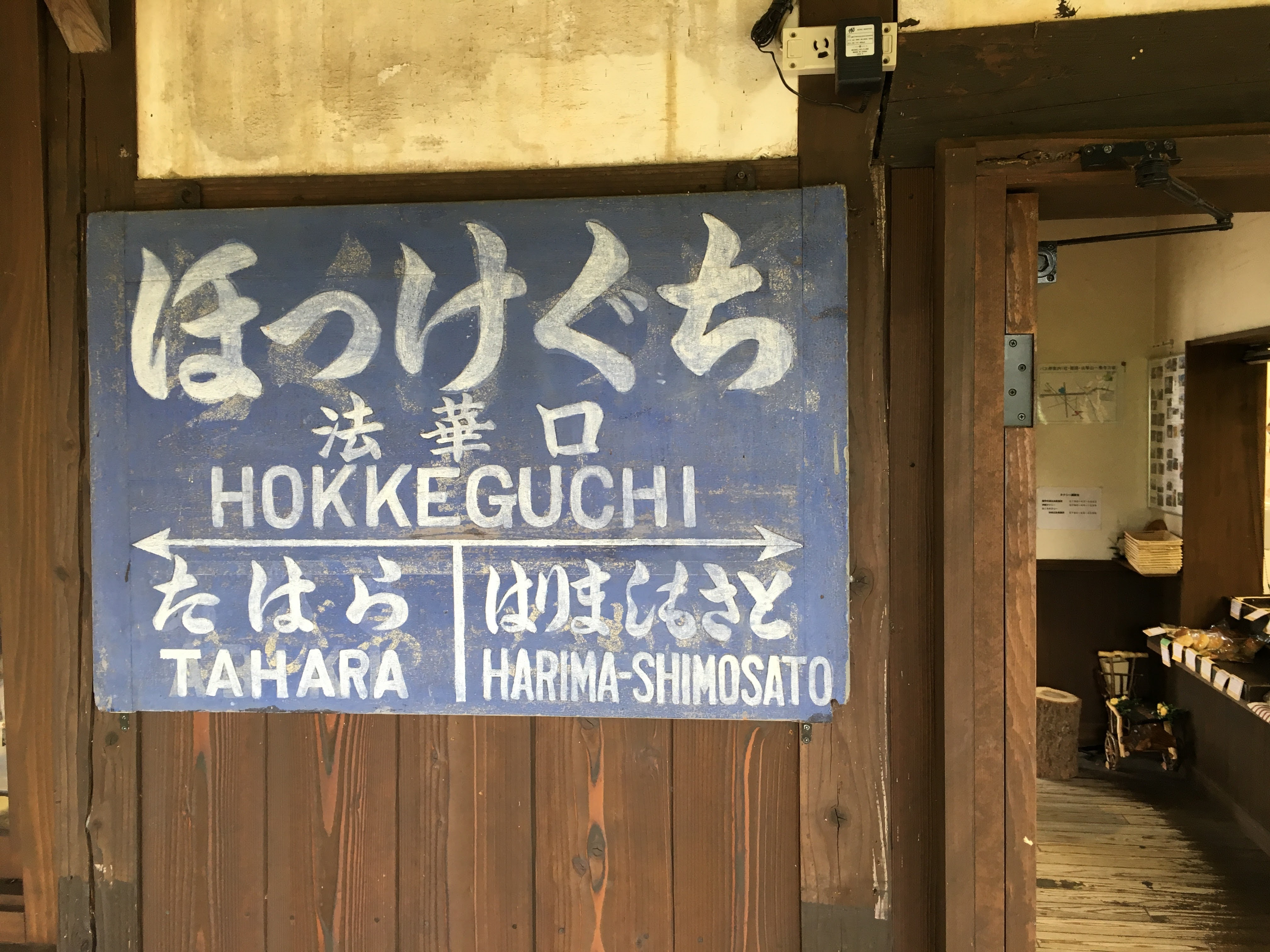
站名牌
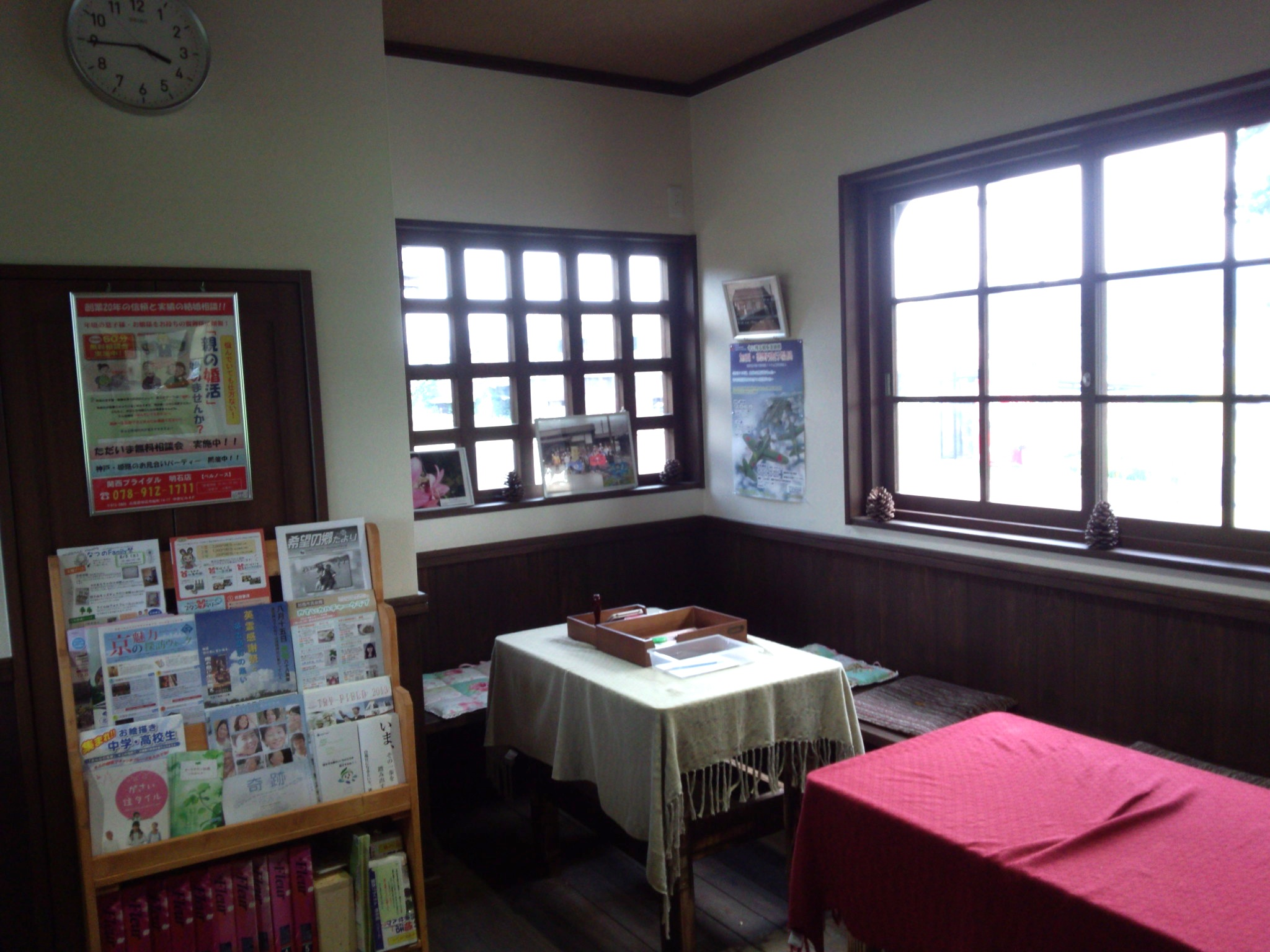
車站大樓候車室
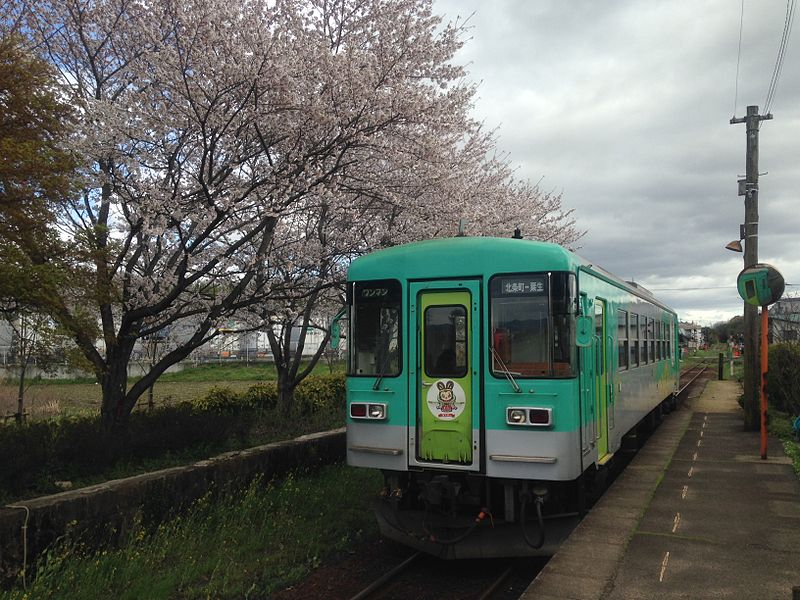
FuRaWa2000-3型和櫻花
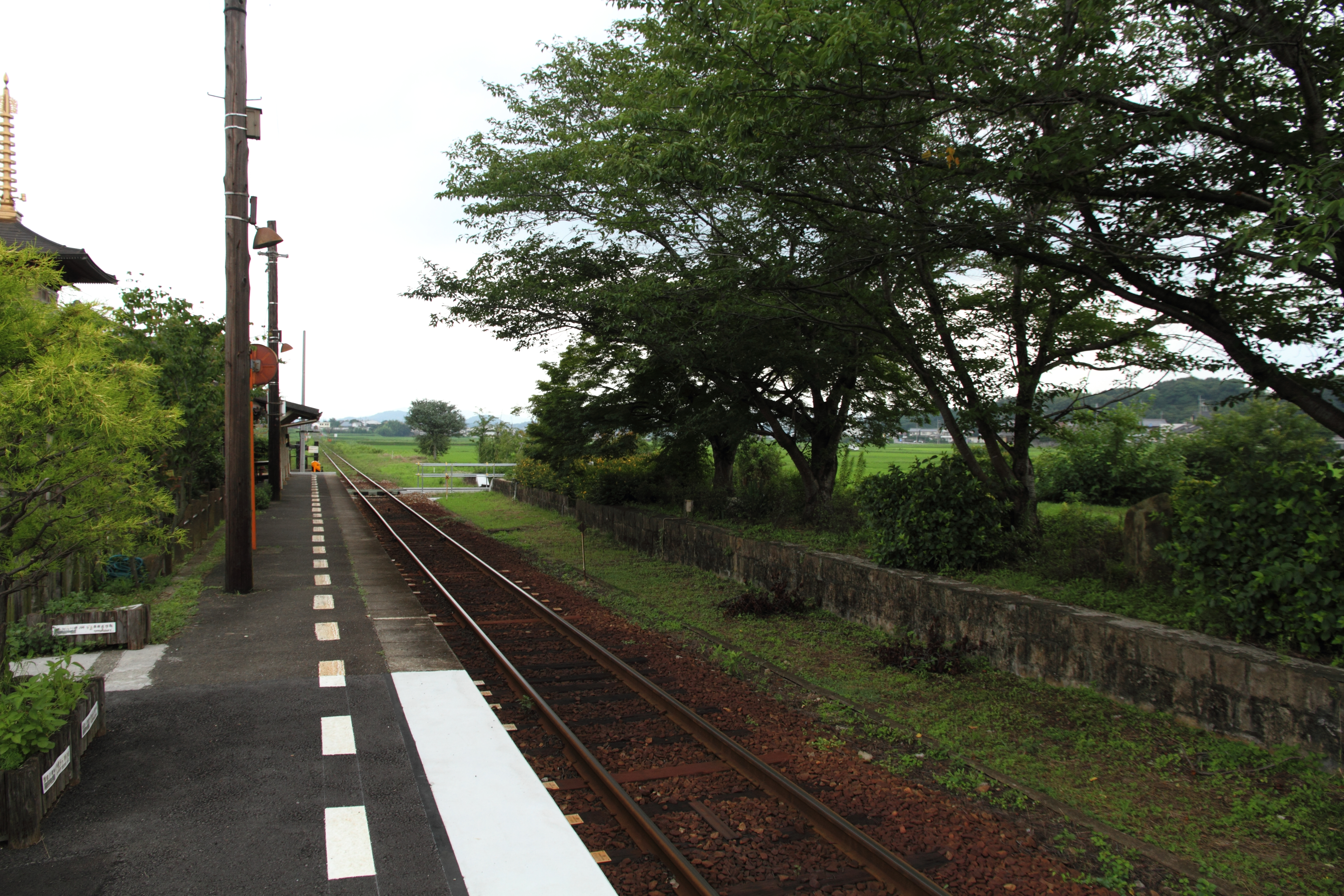
舊月台（2019年7月）
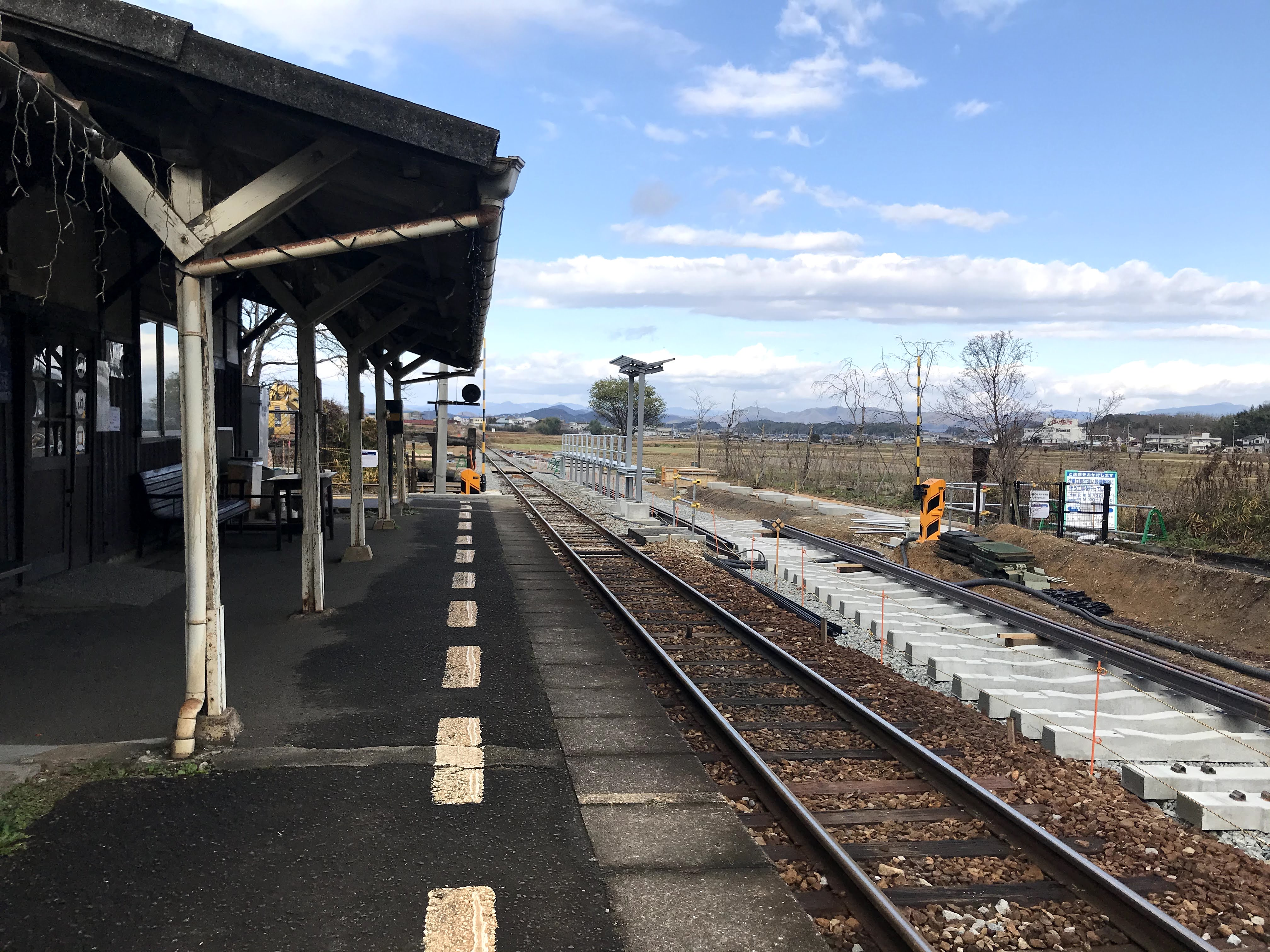
舊月台（2019年12月）
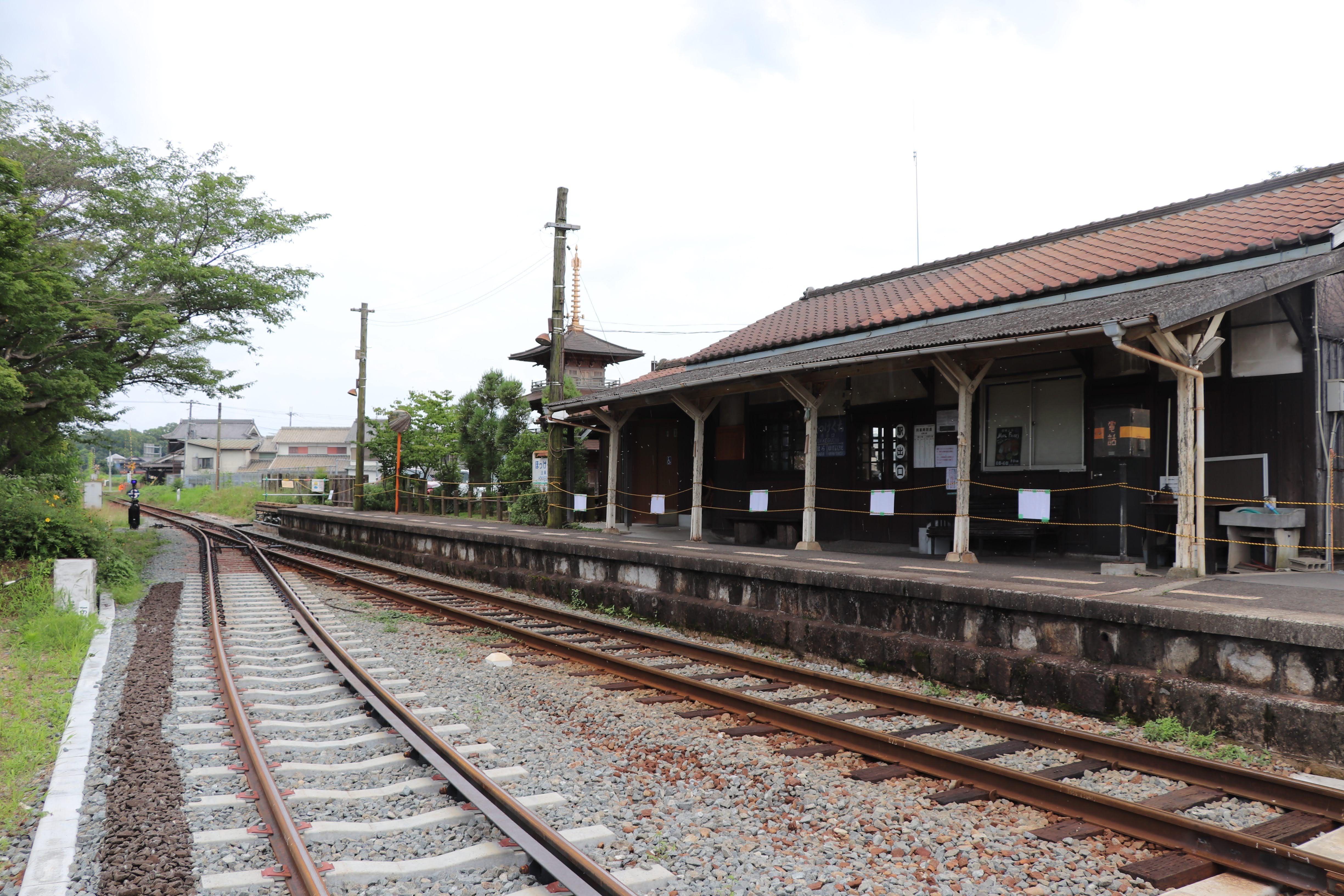
已停止使用的舊月台（2020年6月28日）
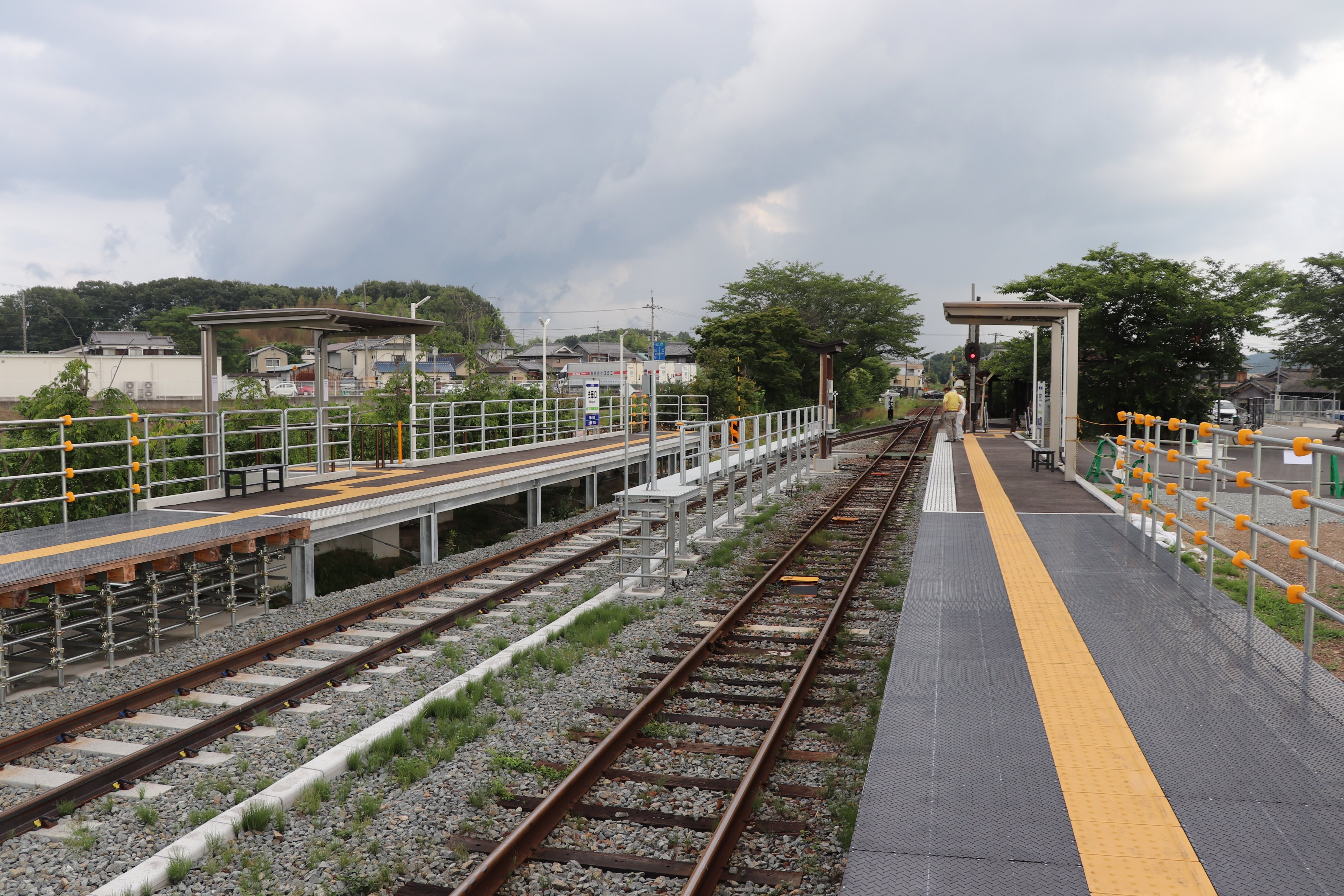
新月台1號月台（粟生方向）
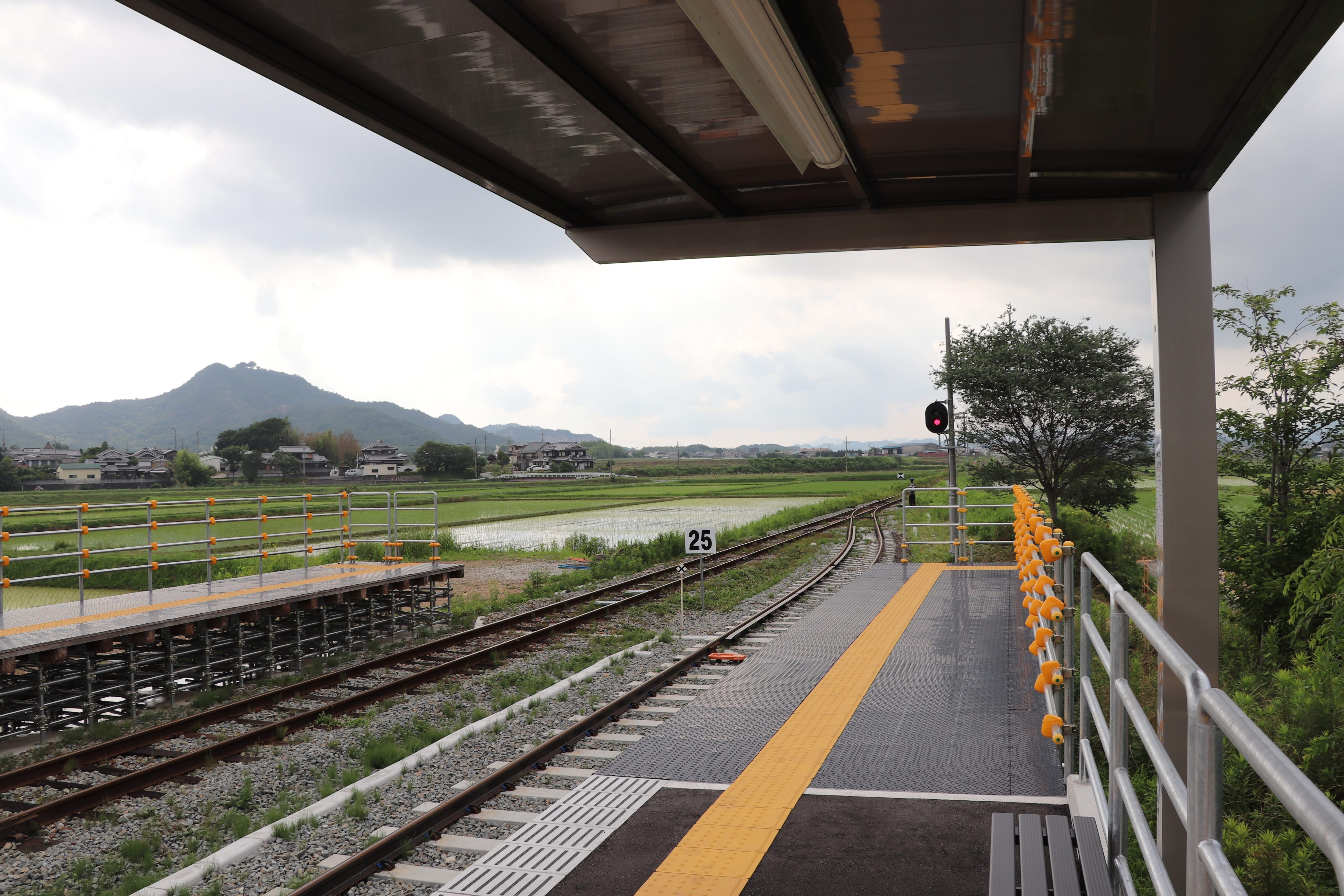
新月台2號月台（北条町方向）
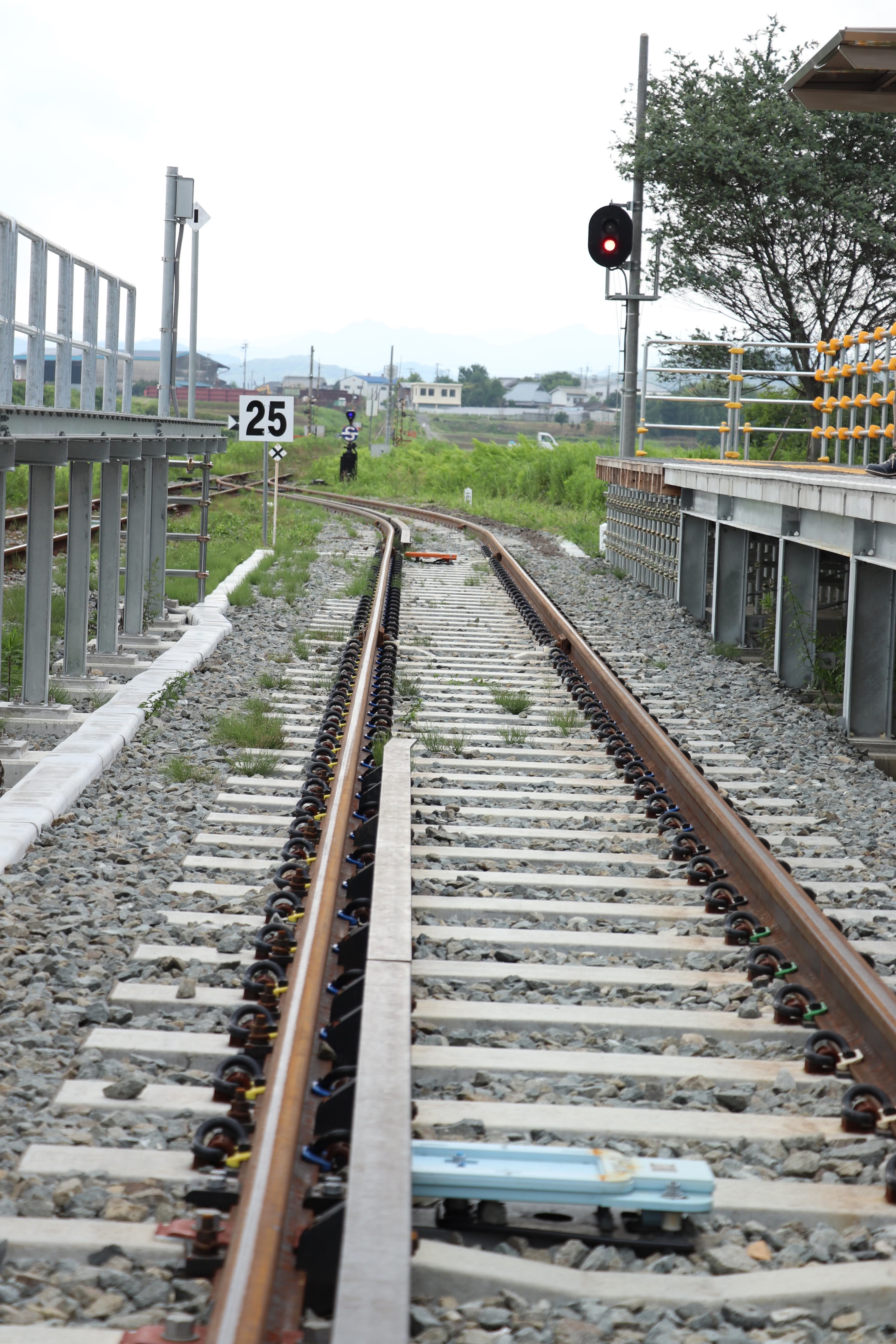
法華口站2號月台。（2020年6月28日）

### 曾經的車站構造
在1958年（昭和33年）前，此站設有列車交會設備和貨物側線。
在北條町站一方設有車站大樓與貨物側線。在車站大樓鄰接貨倉，較遠處設有農業倉庫（截至1998年9月還有農業倉庫）。此站曾經設有貨運月台。從前粟生站方向設有側線。

## 時間表
在平日每日設有22班列車，假日則設有17班。
在2020年8月前，不論平日或假日，日間毎小時設有1班列車，一日共有17班列車。

## 利用狀況
| 1日上下車人次 | 1日上下車人次 |
| 年度          | 1日平均人次   |
| ------------- | ------------- |
| 2011年        | 70            |
| 2012年        | 100           |
| 2013年        | 70            |
| 2014年        | 78            |
| 2015年        | 47            |
| 2016年        | 77            |
| 2017年        | 108           |
| 2018年        | 78            |

## 車站周邊
- 一乘寺（西國三十三所第26號札所）- 4.7公里 步行約1小時
- 神戶大學大學院農學研究科附屬食資源教育研究中心 - 1.4公里 步行約20分鐘
- 鶉野飛行場（日语：鶉野飛行場）蹟 - 步行約30分鐘
- 加西市防災備蓄倉庫（日语：防災倉庫）（紫電改複製品展示設施） - 轉乘穿梭巴士約15分鐘
- 國道372號（日语：国道372号）
- 兵庫縣道716號玉野倉谷線（日语：兵庫県道716号玉野倉谷線）
- 神姬巴士（日语：神姫バス）法華口站前巴士站 - 350米 步行約5分鐘

## 其他
在2017年4月至6月放映的電視動畫《海螺小姐》開場動畫中，出現了此站。

## 相鄰車站
北條鐵道
北條線
田原－法華口－播磨下里

## 注腳
1. 1 2 3 4 5 6 7 8 9  . 神戸新聞総合出版センター. 2011-12-15: 222. ISBN 9784343006028 （日语）.
2. ↑  .   [2021-06-21]. （原始内容存档于2021-06-24）.
3. 1 2 3 4 5  曾根悟（監修）. 朝日新聞出版分冊百科編集部（編集） , 编. . 週刊朝日百科. 14号 神戸電鉄・能勢電鉄・北条鉄道・北近畿タンゴ鉄道. 朝日新聞出版. 2011-06-19: 19–20 （日语）.
4. 1 2  . 神戶新聞（朝刊） (神戶新聞社). 2012-01-15: 33（北播） （日语）.
5. 1 2  米粉パン工房:地産地消　北条鉄道の法華口駅に、きょうオープン　／兵庫 2012年11月3日 毎日新聞[]（日語）
6. ↑  法華口駅駅舎に米粉パン屋さんがオープンしました 2012年11月8日（日語） （互聯網存檔）
7. ↑  法華口駅の米粉パン屋さん 2012年11月9日 北条鉄道のブログ （页面存档备份，存于）（日語）
8. 1 2  . 神戶新聞（朝刊） (神戶新聞社). 2012-11-01: 23（北播） （日语）.
9. ↑  .   [2021-06-21]. （原始内容存档于2021-06-24）.
10. ↑   （页面存档备份，存于）（日語）
11. 1 2  『広報かさい』2020年5月号 No.673 表紙PDF（日語）
12. 1 2  . 鉄道プレスネット. 2020-06-30  [2020-07-02]. （原始内容存档于2021-06-28） （日语）.
13. ↑   （页面存档备份，存于）（日語）
14. ↑  . 神戶新聞. 2013年11月16日  [2017年5月16日]. （原始内容存档于2014年3月10日） （日语）.
15. ↑  Eriei(Press Eisenburn)《Rail》No.100 2016年10月 P4-27高見彰彦「駅名標の移り変わり 寺田町駅の発見から」
16. ↑  . 2012年1月14日  [2017年5月16日]. （原始内容存档于2022年1月2日） （日语）.
17. ↑  . 北條鐵道. 2017-10-10  [2019-03-06]. （原始内容存档于2021-06-24） （日语）.
18. ↑  . 神戶新聞. 2018-06-20  [2019-03-06]. （原始内容存档于2019-03-06） （日语）.
19. ↑  杉山淳一. . マイナビニュース. 2018-03-09  [2019-06-09]. （原始内容存档于2022-01-02） （日语）.
20. ↑  「公共交通のめざす姿に向けた施策・事業PDF（日語）」 - 加西市（「加西市地域公共交通網形成計画」，p.63）
21. 1 2   （页面存档备份，存于）（日語）
22. ↑  《小レイアウトむきの貨物ホーム》河田耕一 - 《鐵道模型趣味》 No.119（1958年5月號，機藝出版社）
23. ↑  北條鐵道. .   [2015-12-18]. （原始内容存档于2021-06-24） （日语）.
24. ↑  国土数値情報(駅別乗降客数データ)  （页面存档备份，存于）（日語） - 國土交通省，2020年9月11日參閲
25. ↑  . 產經新聞. 2017-04-01  [2017-05-16]. （原始内容存档于2019-03-07） （日语）.

## 外部連結
- 法華口站 （页面存档备份，存于） - 北條鐵道官網（日語）